# Биг-Хорн (округ, Монтана)
Биг-Хорн (англ. Big Horn County) — один из 56 округов штата Монтана (США).

## Описание

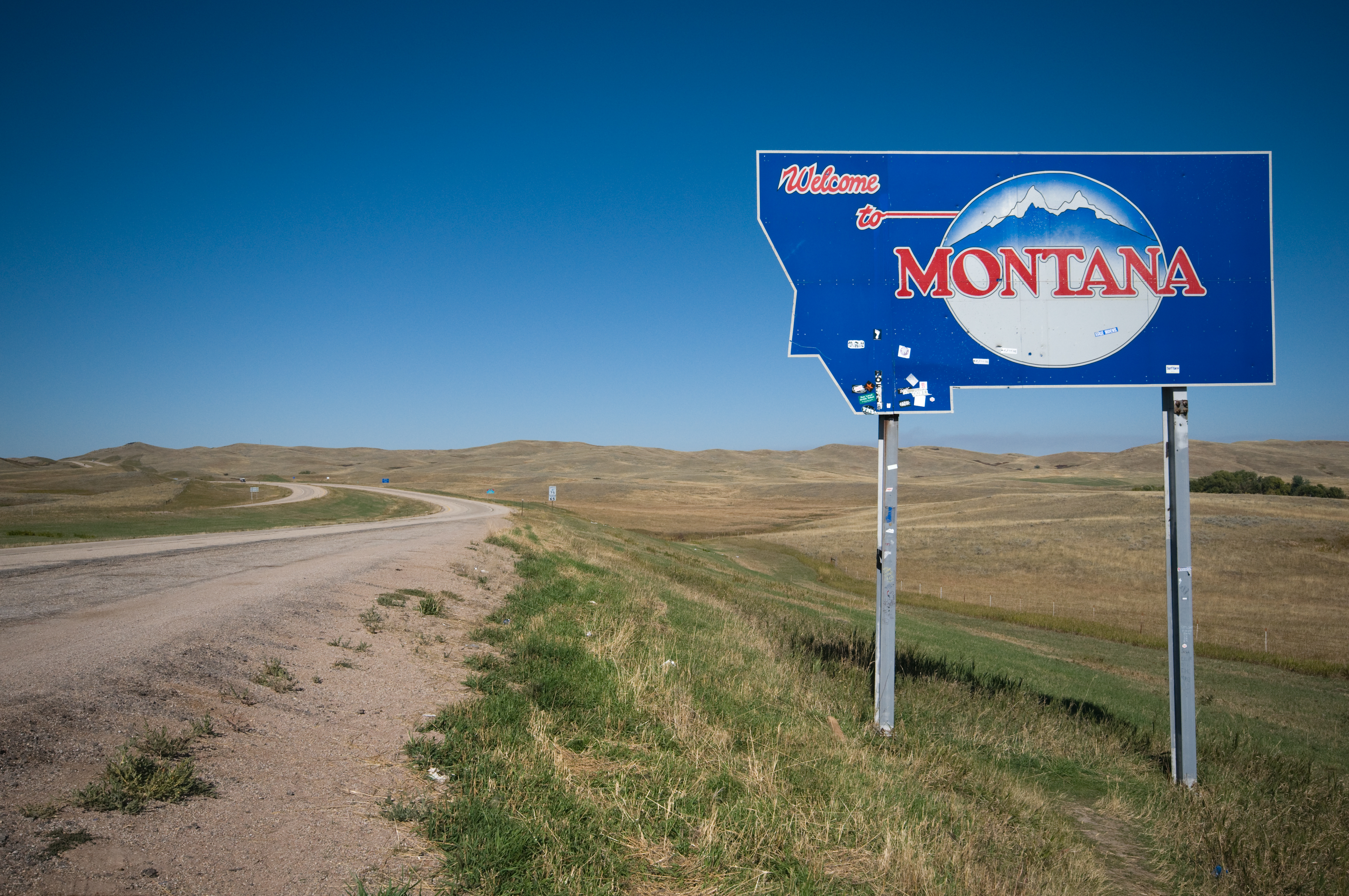
Въезд по I-90 из Биг-Хорна (Вайоминг) в Биг-Хорн (Монтана).

Округ расположен в южной части штата, с запада, севера и востока граничит с другими округами Монтаны, с юга — со штатом Вайоминг. Примечательно, что Биг-Хорн граничит также с Биг-Хорном, но уже другого штата — таких интересных пар в США насчитывается всего 11. Название округу (также как и реке, протекающей через него) дано в честь толсторога (англ. Bighorn sheep), вида парнокопытных из рода баранов, в изобилии обитающих в этом регионе. Столица и крупнейший город округа — Хардин, второй по количеству жителей город округа — Лодж-Грасс (ок. 400 жителей). Открытные водные пространства занимают 52 км², что составляет около 0,4% от общей площади округа в 12 989 км². Бо́льшую часть округа занимают индейские резервации Кроу (64,2% территории) и резервация северных шайеннов (6,4%). Через округ проходят крупные автомагистрали I-90, англ. U.S. Route 87 и англ. U.S. Route 212.
Через округ протекают реки  Бигхорн, Литл-Бигхорн и Тонг.

## История
Округ Биг-Хорн, один из 9 «первоначальных», был основан в 1864 году, одновременно с образованием Территории Монтана. 15 января 1869 года от Биг-Хорна была отделена часть, ставшая округом Доусон. В 1872 году была организована индейская резервация Кроу. 16 февраля 1877 года Биг-Хорн был переименован в Кастер.
13 января 1913 года от округов Роузбад и Йеллоустон была отделена часть, которую назвали округ Биг-Хорн — частично новый округ располагался на тех же территориях, что и его тёзка в 1864—1877 годах.

## Демография
Население
- 1920 год — 7015 жителей
- 1930 — 8543
- 1940 — 10 419
- 1950 — 9824
- 1960 — 10 007
- 1970 — 10 057
- 1980 — 11 096
- 1990 — 11 337
- 2000 — 12 671
- 2004 — 13 005[1]
- 2007 — 13 035[2]
- 2010 — 12 865
- 2011 — 12 925

Расовый состав
- белые — 36,6%
- коренные американцы — 59,6%
- азиаты — 0,2%
- афроамериканцы — 0,1%
- прочие расы — 0,7%
- смешанные расы — 2,8%
- латиноамериканцы (любой расы) — 3,7%

Происхождение предков
- немцы — 13,9%
- ирландцы — 4,2%
- англичане — 3,2%
- норвежцы — 1,6%
- итальянцы — 0,9%

Домашний язык общения
- английский — 67,1%
- кроу[англ.] — 27,9%
- шайенский — 2,5%
- испанский — 1,3%

## Достопримечательности
- Национальный монумент битвы при Литтл-Бигхорн[англ.][3]
- Национальная рекреационная зона Бигхорн-Каньон[англ.] (частично на территории округа)
- англ. Bighorn Ditch Headgate
- англ. Chief Plenty Coups (Alek-Chea-Ahoosh) State Park and Home
- англ. Fort C. F. Smith (Fort Smith, Montana)